# Shanglaxiu (sockenhuvudort i Kina, Qinghai Sheng, lat 32,85, long 96,58)
Shanglaxiu (kinesiska: 上拉秀, 上拉秀乡, 多拉麻科) är en sockenhuvudort i Kina. Den ligger i provinsen Qinghai, i den nordvästra delen av landet, omkring 630 kilometer sydväst om provinshuvudstaden Xining. Antalet invånare är 8 028. Befolkningen består av 4 032 kvinnor och 3 996 män. Barn under 15 år utgör 37 %, vuxna 15-64 år 57 %, och äldre över 65 år 4,0 %.
Runt Shanglaxiu är det mycket glesbefolkat, med 6 invånare per kvadratkilometer. Det finns inga andra samhällen i närheten. Trakten runt Shanglaxiu består i huvudsak av gräsmarker.
Genomsnittlig årsnederbörd är 814 millimeter. Den regnigaste månaden är juni, med i genomsnitt 197 mm nederbörd, och den torraste är november, med 3 mm nederbörd.